# سیتی تی‌وی
سیتی تی‌وی (انگلیسی: Citytv) (گاهی کوتاه شده به سیتی، که برند رسمی شبکه از سال ۲۰۱۲ تا ۲۰۱۸ بود) یک شبکه تلویزیونی کانادایی است متعلق به زیرمجموعه Rogers Sports & Media از راجرز. این شبکه متشکل از شش ایستگاه تلویزیونی تحت مالکیت و اداره (O&O) واقع در مناطق شهری تورنتو، مونترال، وینیپگ، کلگری، ادمونتون و ونکوور، یک سرویس فقط کابلی که به استان ساسکاچوان، و سه شرکت وابسته مستقل که به شهرهای کوچکتر در آلبرتا و بریتیش کلمبیا خدمات رسانی می‌کنند.